# Det Syriske Nationalråd
Det syriske nationalråd (arabisk:  المجلس الوطني السوري, al-Majlis al-Waṭanī as-Sūri, fransk: Conseil national syrien) også kendt som SNC, the Syrian National Transitional Council, eller The National Council of Syria, er en koalition af syriske modstandsgrupper, som har adresse i Istanbul. 
Rådet blev dannet som en sammenslutning af den syriske opposition i 2011 under borgerkrigen i Syrien vendt mod Bashar al-Assads regering. Efter at det var dannet, bad rådet selv om international anerkendelse, men afviste at have noget ønske om at spille rollen som eksilregering. Det ændrede dog holdning nogle få måneder senere, da volden i Syrien blev stadigt mere intens. Det syriske nationalråd søger at bringe en ende på Bashar al-Assads styre og at skabe en moderne, demokratisk stat. SNCs Nationale Charter nævner menneskerettigheder, uafhængige domstole, pressefrihed, demokrati og politisk pluralisme som sine styrende principper. SNC har forbindelser til Den Frie Syriske Hær, en halvmilitær enhed, som er delvist sammensat af deserteret personel fra regeringshæren, og som har været aktiv under borgerkrigen.
I november 2012 gik rådet ind på at samles med adskillige oppositionsgrupper, som dannede Den syriske nationale koalition. SNC har 22 af de 60 pladser i denne koalition. Den 20. januar 2014 meddelte Rådet, at det ville forlade Den syriske nationale koalition, fordi koalitionen i forhandlingerne ville gå væk fra sin oprindelige holdning om "ikke at indlede forhandlinger", indtil præsident Assad forlod embedet.